# أولا شميت
أورسولا شميت (بالألمانية: Ulla Schmidt) (و. 1949  م) هي سياسية، ومُدرسة ألمانية، ولدت في آخن، هي عضوةٌ الحزب الديمقراطي الاجتماعي الألماني، شاركت في الانتخابات الرئاسية الألمانية 2012، والانتخابات الرئاسية الألمانية 2010، والانتخابات الرئاسية الألمانية 1999 ‏، والانتخابات الرئاسية الألمانية 2004، والانتخابات الرئاسية الألمانية 2009، والانتخابات الرئاسية الألمانية 2017.

## مناصب
تولت منصب عضو في البوندستاغ الألماني (منذ 24 أكتوبر 2017)
- وزير اتحادي  [لغات أخرى]‏ (22 نوفمبر 2005–28 أكتوبر 2009)
- وزير اتحادي  [لغات أخرى]‏ (22 أكتوبر 2002–22 نوفمبر 2005)
- وزير اتحادي  [لغات أخرى]‏ (12 يناير 2001–22 أكتوبر 2002)
- عضو في البوندستاغ الألماني (20 ديسمبر 1990–10 نوفمبر 1994)[11]
- عضو في البوندستاغ الألماني
- عضو الجمعية البرلمانية لحلف الناتو.

## التعليم
تعلمت في الجامعة التقنية الراينية الفستفالية، وجامعة هاغن.

## جوائز
حصلت على جوائز منها:
- جوائز الأخ الكبير [الإنجليزية]‏ (2004)
- لوحة ماري جوشاك  [لغات أخرى]‏.

## روابط خارجية
- أولا شميت على موقع مونزينجر (الألمانية)